# Wir Kinder vom Bahnhof Zoo (televisieserie)
Wir Kinder vom Bahnhof Zoo is een Duitse televisieserie die werd uitgebracht op 19 februari 2021 op Prime Video. Het is een moderne hervertelling van de gelijknamige bestseller over Christiane F., die door Annette Hess in serievorm werd gebracht. Philipp Kadelbach regisseerde alle acht afleveringen die tot nu toe zijn gepubliceerd.

## Inhoud
De serie richt zich op zes jonge mensen uit de Berlijnse drugs- en clubscene die vechten voor hun droom van geluk in deze omgeving. De kliek omvat Stella, Axel, Christiane, Benno, Babsi en Michi.

## Productie

### Assist, Genesis en Staff

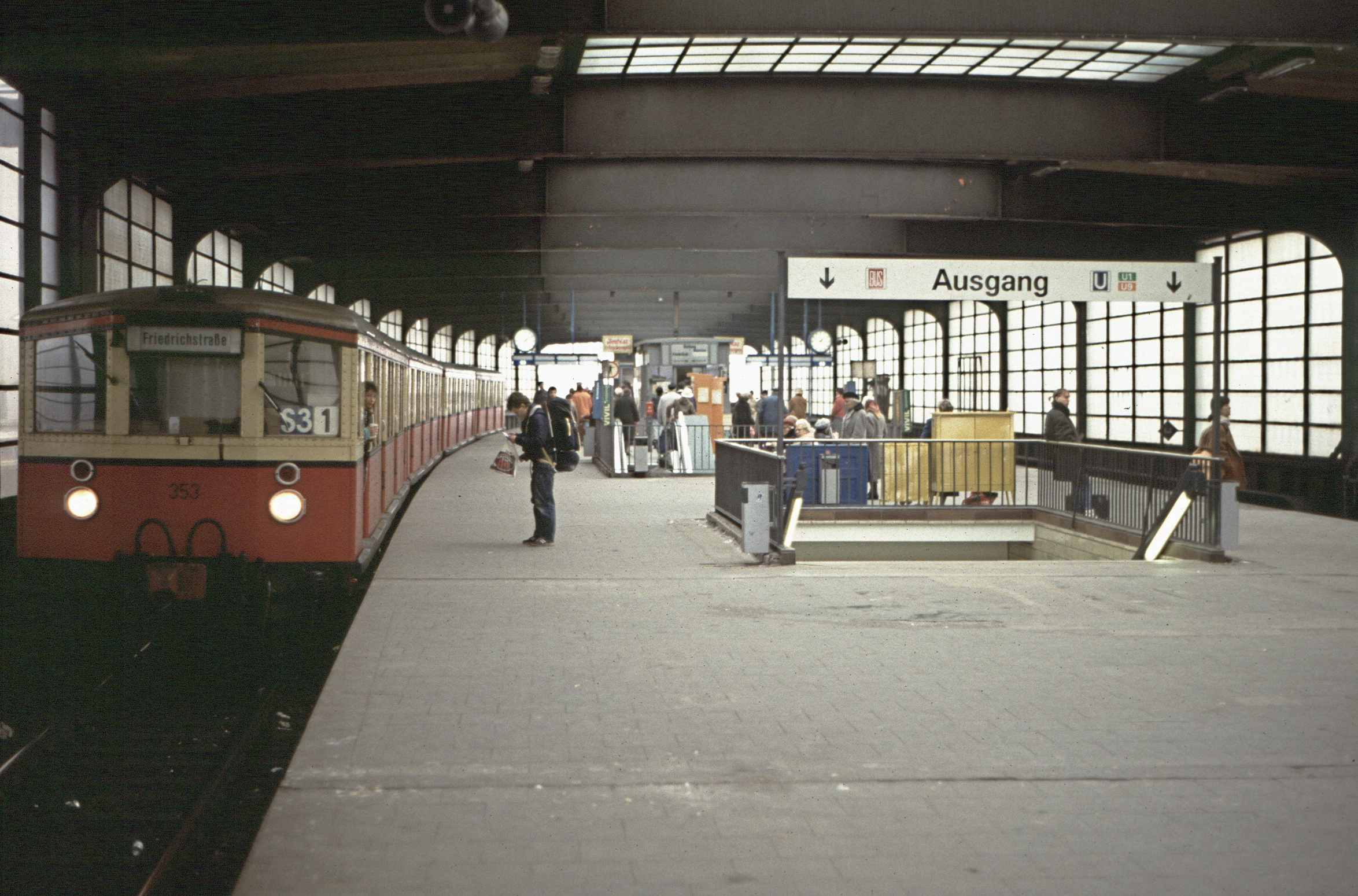
Het station Berlin Zoologischer Garten (1988)

De serie is een moderne hervertelling van de gelijknamige bestseller over Christiane F., een biografisch boek dat in 1978 werd gepubliceerd. Het was een van de grootste non-fictie boekensuccessen van de naoorlogse periode, stond anderhalf jaar op de bestsellerlijst van Der Spiegel en werd in 1981 verfilmd met medewerking van David Bowie.
Wir Kinder vom Bahnhof Zoo is gemaakt als een internationale coproductie tussen Constantin Television en Amazon. Ook Wilma Film Prague en het Italiaanse productiehuis Cattleya waren als coproducenten betrokken. De productie werd ondersteund door het FilmFernsehFonds Bayern met een miljoen euro.
Het station Berlin Zoologischer Garten was in de jaren zeventig en tachtig een sociale hotspot in Berlijn. Met name de achterkant van het treinstation aan de Jebensstraße werd beschouwd als een ontmoetingsplaats voor de drugs- en oplichtersscene.
Annette Hess, die al de scenario's voor de Ku'damm-serie schreef, was verantwoordelijk voor de aanpassing van de serie, terwijl Philipp Kadelbach alle acht afleveringen regisseerde.

### Bezigheid

#### Hoofdrollen
De cast werd aangekondigd in oktober 2019. De serie richt zich op zes jonge mensen die vechten voor hun droom van geluk in een omgeving van drugs en prostitutie. De leden van de kliek worden gespeeld door Lena Urzendowsky (Stella), Jeremias Meyer (Axel), Jana McKinnon (Christiane), Michelangelo Fortuzzi (Benno), Lea Drinda (Babsi) en Bruno Alexander (Michi).
- Lena Urzendowsky - Stella
- Michelangelo Fortuzzi - Benno
- Jana McKinnon - Christiane Felscherinow
- Lea Drinda - Babsi
- Jeremias Meyer - Axel
- Bruno Alexander - Michi
- Bernd Hölscher - Günther Breitweg
- Ralf Dittrich - Christianes Großvater
- Angelina Häntsch - Karin
- Sebastian Urzendowsky - Robert

### Filmen en publiceren
De opnames vonden plaats in Praag en Berlijn van half juli 2019 tot eind februari 2020. In de Duitse hoofdstad werd de film opgenomen in de gelijknamige dierentuin Bahnhof, in Gropiusstadt en in de Berlijnse metro.
Eind december 2020 werd de eerste trailer gepresenteerd. De serie is sinds 19 februari 2021 beschikbaar in Duitsland, Oostenrijk en Zwitserland op Amazon's betaalde streamingdienst Prime Video. In België en Nederland werd de serie slechts 49 dagen later ook uitgebracht op dezelfde online streamingdienst. Het werd ook gepubliceerd op MyLum.

## Ontvangst

### Recensies en weergaven
Kathrin Häger van Filmdienst merkt het magere uiterlijk van de actrices op, "Heroin Chic", zoals het destijds heette, en zo schommelt de serie tussen de gefascineerde stilering van het oogverblindende Berlijn en de pedagogische impuls van die tijd, heroïne zo weinig door te laten zien de verschrikkelijke gevolgen om het zo lekker mogelijk te maken. De vrijers en 'sugar daddies' waar de jongeren mee te maken hebben, worden vettig en weerzinwekkend aangetrokken. "Supervisors", zoals de baas van Axel, die Hitler-memorabilia verkoopt, lijken relikwieën uit een andere tijd, waartegen rebellie praktisch een plicht is, wat allemaal best vermakelijk en leuk is om naar te kijken, maar de serie zelf is te in beslag genomen door zijn eigen waarden laten zien, dan dat de evenwichtsoefening tussen de uitbundige decorcinema en het deprimerende drugsprobleem altijd vlotjes zou lukken. Dus rijst de vraag of Wir Kinder vom Bahnhof Zoo een nostalgische "trip" wil zijn naar het griezelige gevoel voor de lezers van weleer of een educatieve herinnering aan de hedendaagse MDMA-consumenten of voor het feestpubliek dat verdwaald is in het digitale moeras generatie van morgen. Ook rijst de vraag of een transformatie van het materiaal naar het heden niet veel interessanter zou zijn geweest.
Stefan Stosch van RedaktionsNetzwerk Deutschland vraagt zich ook af of het verhaal van Christiane F. niet veel moediger in ons heden had moeten worden gekatapulteerd, zoals regisseur Burhan Qurbani deed met zijn film Berlin Alexanderplatz, toen hij een vluchteling uit Guinee-Bissau strandde in het huidige Berlijn zei: "Zeker, tieners hopen, dromen en zijn vol verlangens - toen en nu. En dat betekent niet alleen drugs. Ze lijden hoe dan ook teleurstellingen. Deze jongeren hier in het bijzonder.” De emotionele vlucht van de fantasie met de gegarandeerde drugscrashes die volgen, die hier systematisch worden besproken, werken op den duur vermoeiend, zegt Stosch, maar merkt ook op dat de hoofdrolspeelster Jana McKinnon in de rol van Christiane F. is vrouwelijker dan haar kinderlijke voorganger Natja Brunckhorst doet.
Het is grotendeels te danken aan de 21-jarige Oostenrijks-Australische actrice dat dit verhaal ook in 2021 effect zal blijven hebben, aldus Carsten Heidböhmer van Stern, die op geloofwaardige wijze Christiane F.'s liefde voor het leven, hoop en teleurstellingen het gehele acteerensemble, met inbegrip van Lena Urzendowsky, Lea Drinda en Michelangelo Fortuzzi, leverde uitstekende prestaties. Het loont hier dat de makers vertrouwden op nieuwe, frisse gezichten. Ook de visuele implementatie was erg geslaagd. De camera van Jakub Bejnarowicz levert beelden van betoverende schoonheid, waarin de innerlijke staat van de jonge mensen tot uiting komt, maar illustreert ook de toenemende verduistering van levensperspectieven in de loop van de tijd. Hierin ligt de echte waarde van deze verfilming, die Heidböhmer meer omschrijft als een nieuwe creatie dan als een remake.
Tobias Rapp beschreef in Der Spiegel twee dingen die niet echt pasten. Ten eerste zouden de acteurs er simpelweg te goed uitzien, aangezien de junkie, zoals uitgevonden in het originele boek en de toenmalige bioscoopfilm, een uitgemergeld personage was, en ten tweede waren ze te oud: "Het schokkende aan Wir Kinder vom Bahnhof Zoo was dat Christiane en haar vrienden eigenlijk kinderen waren. De babylijn werd niet voor niets zo genoemd.” Er was ook iets te veel van het vuil dat het origineel kenmerkte verloren. De makers van de serie zouden dit echter hebben opgegeven, maar de schoonheid en leeftijd van de hoofdrolspelers zou helpen om de personages tot het einde te volgen.
Medio maart 2021 werden de tien miljoen Duitse views op Prime Video overschreden.

### Leeftijdsclassificatie
Afgezien van aflevering 7 werd de serie vanaf 16-jarige leeftijd in Duitsland uitgebracht door de FSK. In België en Nederland is Kijkwijzer in alle afleveringen even oud als Duitsland. Carsten Heidböhmer van Stern Online schrijft over de geportretteerde drugsverslaving van de personages: “De achtdelige serie laat alle kanten van verslaving zien: de hoge geesten die het zet de gebruiker in – maar ook al zijn wrede gevolgen: pijnlijke ontwenningsverschijnselen, prostitutie op de kinderstraat, de emotionele afstomping en de eerste sterfgevallen in de vriendenkring. […] De jongeren beleven zeldzame maar intense hoogtepunten. Tegelijkertijd laat de serie er geen twijfel over bestaan dat dit verhaal niet goed kan aflopen.”

### Gebruik in de klas
Het Duitse online portaal Kinofenster beveelt de serie uit de 11e klas aan voor de vakken Duits, politiek, sociale studies, onderwijs en psychologie en biedt materiaal over de film voor in de klas. Daar schrijft Moritz Stock dat heden en verleden in elkaar overvloeien en jongeren laten opgroeien in een tijdloze wereld. Dit betekende echter ook dat het sociale kader van de geschiedenis ontbrak, aangezien de opvoedingsnormen, ouder-kindrelaties en de manier waarop de samenleving met drugsverslaafden omgaat de afgelopen 40 jaar zijn veranderd. Door het weglaten van sociaal-historische contextualisering bleven ook de gepresenteerde conflicten aspecifiek en generiek.

### Prijzen
Duitse Acteerprijs 2021
- Nominatie voor Bester Schauspieler in einer Nebenrolle (Bernd Hölscher)
- Nominatie als Bester Nachwuchs (Lea Drinda)[19]

New Faces Awards 2021
- Award voor Bester Nachwuchsschauspieler (Bruno Alexander)

Romyprijs 2021
- Nominatie voor Beste Boeken-tv
- Nominatie voor Beste Camera TV/Stream (Jakub Bejnarowicz)

## Lijst met afleveringen

### Seizoen 1
| Nr. (in serie) | Nr. (in seizoen) | Titel                | Regisseur         | Schrijver    | Uitzenddatum     |
| -------------- | ---------------- | -------------------- | ----------------- | ------------ | ---------------- |
| 1              | 1                | Welpen               | Philipp Kadelbach | Annette Hess | 19 februari 2021 |
| 2              | 2                | Weihnachten          | Philipp Kadelbach | Annette Hess | 19 februari 2021 |
| 3              | 3                | Bowie                | Philipp Kadelbach | Annette Hess | 19 februari 2021 |
| 4              | 4                | Briefe               | Philipp Kadelbach | Annette Hess | 19 februari 2021 |
| 5              | 5                | 4000 im Monat        | Philipp Kadelbach | Annette Hess | 19 februari 2021 |
| 6              | 6                | Der letzte Druck     | Philipp Kadelbach | Annette Hess | 19 februari 2021 |
| 7              | 7                | Wenn die Nacht kommt | Philipp Kadelbach | Annette Hess | 19 februari 2021 |
| 8              | 8                | Dämmerung            | Philipp Kadelbach | Annette Hess | 19 februari 2021 |